# 주한성
주한성(1995년 6월 7일 ~ )은 대한민국의 축구 선수이며 포지션은 공격수다. 현재 K4리그 서울중랑 축구단 소속이다.

## 축구인 경력

### 선수 경력
여수미평초등학교, 양평중학교, 포항제철공업고등학교, 영남대학교 축구부를 거쳐 2016년 11월 23일 K리그 클래식 대구 FC와 신인자유계약을 맺고 입단하였다. 영남대 시절 김병수 감독과의 인연으로 K리그 챌린지 2017 시즌 이적시장 막바지에 서울 이랜드로 임대 이적하였다.
주한성은 주로 센터 포워드 자리에 위치하여 폴스 나인 역할을 맡거나, 윙포워드에 배치되어 플레이를 하였다. 2017년 9월 24일 부산 아이파크와의 홈 경기에서 자신의 프로 데뷔 골을 기록하였다. 2017년 10월 14일 경남 FC와의 원정 경기에서, 자신의 프로 통산 두번째 골을 기록하였다.
2018년 1월 대구 공식 홈페이지로부터 주한성이 한국 내셔널리그의 경주 한수원으로 1년간 임대되었음이 발표되었다.
2019시즌을 앞두고 경주 한수원으로 완전이적했다.
2020시즌을 앞두고 김해시청에 입단했다.